# 129 (číslo)
Sto dvacet devět je přirozené číslo. Následuje po číslu sto dvacet osm a předchází číslu sto třicet. Řadová číslovka je stý dvacátý devátý nebo stodevětadvacátý. Římskými číslicemi se zapisuje CXXIX.

## Matematika
Sto dvacet devět je
- bezčtvercové celé číslo
- deficientní číslo
- šťastné číslo
- příznivé číslo
- součet prvních deseti prvočísel (2 + 3 + 5 + 7 + 11 + 13 + 17 + 19 + 23 + 29)
- nejmenší číslo, které lze vyjádřit jako součet tří druhých mocnin čtyřmi různými způsoby: {\displaystyle 11^{2}+2^{2}+2^{2}}, {\displaystyle 10^{2}+5^{2}+2^{2}}, {\displaystyle 8^{2}+8^{2}+1^{2}} a {\displaystyle 8^{2}+7^{2}+4^{2}}

## Chemie
- 129 je hodnota neutronového čísla, pro kterou neexistuje žádný stabilní nuklid (nejstabilnějším izotonem je tu 212Bi s poločasem přeměny 60,55 min[1]); a nukleonové číslo druhého nejběžnějšího izotopu xenonu[2]

## Kosmonautika
- STS-129 byla zásobovací mise amerického raketoplánu Atlantis k Mezinárodní vesmírné stanici (ISS). Kromě dopravy zásob a náhradních dílů ke stanici posádka připravila ISS na přílet nového modulu Tranquility (Node 3), na Zemi se s posádkou raketoplánu vrátila členka 21. dlouhodobé expedice Nicole Stott.

## Doprava
- Silnice II/129 je česká silnice II. třídy vedoucí na trase Prasetín – Pacov – II/112 – Želiv – Humpolec[3]

## Roky
- 129
- 129 př. n. l.